# Исламов, Рафит Фардависович
Рафит Фардависович Исламов (25 марта 1969, Уфа, Башкирская АССР, РСФСР, СССР – 12 декабря 1987, Мазари-Шариф, Провинция  Балх, Демократическая Республика Афганистан) — рядовой Вооружённых Сил СССР, участник войны в Афганистане, погиб при исполнении служебных обязанностей, кавалер ордена Красной Звезды (посмертно).

## Биография
Родился 25 марта 1969 года в городе Уфе Башкирской Автономной Советской Социалистической Республики. После окончания средней школы поступил в Уфимское среднее профессионально-техническое училище № 52. Во время учёбы активно занимался спортом.
18 апреля 1987 года Исламов был призван на службу в Вооружённые Силы СССР Калининским районным военным комиссариатом города Уфы. Получил воинскую специальность пулемётчика. В августе того же года он был направлен для дальнейшего прохождения службы в ограниченный контингент советских войск в Демократической Республике Афганистан.
12 декабря 1987 года мотострелковый взвод, в составе которого служил пулемётчик рядовой Рафит Фардависович Исламов, осуществлял выполнение поставленной боевой задачи по охране склада азотных удобрений для нужд сельского хозяйства в районе города Мазари-Шариф. Силы вооружённой афганской оппозиции предприняли попытку уничтожить этот склад. В завязавшейся перестрелке Исламов вёл огонь по противнику, пока не получил смертельное ранение.
Похоронен на Шакшинском кладбище в городе Уфе.
Указом Президиума Верховного Совета СССР рядовой Рафит Фардависович Исламов посмертно был удостоен ордена Красной Звезды.

## Память
- В честь Исламова названа улица в Уфе[2].
- На здании средней школы № 78 города Уфы, где Исламов учился, установлена мемориальная доска[3].